# Christian Emil Krag-Juel-Vind-Frijs
Pour les articles homonymes, voir Krag (homonymie), Juel (homonymie) et Vind.
Le comte Christian Emil Krag-Juel-Vind-Frijs, connu comme le comte Frijs, né le 8 décembre 1817 et mort le 12 octobre 1896, est un aristocrate et homme d'État danois qui fut onzième président du conseil du royaume (1865-1870).

## Biographie
Le comte Frijs est le plus grand propriétaire terrien du Danemark et il est apprécié de ses paysans. C'est le fils du comte Jens Christian Carl Krag-Juel-Vind-Frijs (1779-1860) et de son épouse, née baronne Henriette zu Inn und Knyphausen. Il poursuit des études de Droit et épouse la fille d'un général, Thyra von Haffner (1821-1881), en 1847 qui lui donne un fils, Mogens et deux filles, Clara et Agnès Il est à la tête de l'exploitation du comté de Frijsenborg en 1849 et en hérite en 1860. Le comte Frijs entre en politique dans les années 1850, devenant membre du conseil d'État en 1858 et, lorsque le Danemark après sa défaite de 1864 à la guerre des Duchés entre dans un débat constitutionnel, il devient, le 6 novembre 1865, premier ministre d'un gouvernement du parti populaire conservateur, appelé à l'époque Højre. Ce parti détient le pouvoir jusqu'en 1901. Il s'efforce d'intensifier son influence auprès des fermiers déçus de la constitution de 1866 et prend aussi les Affaires étrangères. Lorsqu'il se retire des affaires en 1870, il soutient en tant qu'envoyé extraordinaire du roi la position des Français qui ne voulaient pas que le Danemark s'allie aux Prussiens et participe à des négociations dans ce sens. Il prend sa retraite définitive dans les années 1880 s'occupant de ses immenses domaines du Jutland. 
Le comte Frijs était l'oncle de Wilhelm Dinesen et donc le grand-oncle de Karen Blixen. Son fils, le comte Mogens Christian Krag-Juel-Vind-Frijs (1849-1923), fut un conservateur qui réforma son parti dans un sens libéral.